# Penisola di Melville
La penisola di Malville è una grande penisola dell'Artico canadese. Dal 1999 fa parte di Nunavut, mentre prima apparteneva al distretto di Franklin.
Ha una superficie di circa 65.000 km² , ed è compresa tra il golfo di Boothia e il bacino  di Foxe.